# Elysiaca chomutovi
Elysiaca chomutovi är en insektsart som först beskrevs av Oshanin 1879.  Elysiaca chomutovi ingår i släktet Elysiaca och familjen Dictyopharidae. Inga underarter finns listade i Catalogue of Life.